# August Krumholz
August Krumholz (* 1845 in Straß in Steiermark; † nach 1914) war ein österreichischer Architekt des 19. Jahrhunderts.
Der Sohn des gleichnamigen Straßenbaumeisters und späteren Baudirektors aus Marburg an der Drau (Maribor) studierte 1864–1869 Architektur an der Akademie der bildenden Künste Wien, zunächst bei Eduard van der Nüll, dann bei Friedrich von Schmidt, unter dessen Leitung er 1869 einen Rathausentwurf für die internationale Kunstausstellung in München ausarbeitete. 1866 und 1869 wurde er mit dem Gundel-Preis der Akademie ausgezeichnet.
In der Folgezeit zeichnete sich Krumholz vor allem als Schularchitekt aus. Von 1870 bis 1874 errichtete er als sein erstes selbständiges Bauwerk die Realschule Komenium in Olmütz. Durch Vermittlung Schmidts erhielt er, in Zusammenarbeit mit dem Pädagogen Erasmus Schwab, den Auftrag für den Musterbau eines Landschulgebäudes auf der Weltausstellung 1873 in Wien, wobei die Anlage von Schulgärten eine wichtige Komponente darstellte. 1876 gewann er den Architekturwettbewerb um die Errichtung einer Volks- und Bürgerschule in Winterberg, dem heutigen Vimperk.
Von 1874 bis 1875 entstand für den Wiener Industriellen und Mäzen Nikolaus Dumba die (1960 abgebrochene) Dumba-Villa in Liezen, 1876 errichtete er für den Südbahnwirt Ludwig Schneider in Bad Vöslau die erhaltene „Villa Weinfried“, desgleichen 1876 eine städtische Bürgerschule, jetzt Stadtmuseum, in Aussig.
Trotz seiner anfänglichen Erfolge als Architekt zog sich Krumholz ab 1880 sukzessive aus der Architekturbranche zurück. 1886 wurde Krumholz als Grundbesitzer in Straß in Steiermark Sekretär des Bauernvereins für Marburg und Umgebung und gab dem Verein eine antisemitische Ausrichtung im Sinne Georg von Schönerers.
Seit 1893 war Krumholz in Budapest ansässig, wo er eine „Unternehmung zur Erzeugung von Asbestfußböden“ eröffnete, die später ihren Hauptsitz in der Mariahilfer Straße 130 in Wien hatte. Das Unternehmen geriet 1906 in Konkurs, wobei seine Frau Franziska die Budapester Filiale in ihrem Namen weiterführte. Das Wiener Adressbuch von 1908 führt ihn wieder als Architekt mit Sitz in der Kärntnerstraße 33, obgleich er zuvor seinen Austritt aus dem Österreichischen Ingenieur- und Architekten-Verein erklärt hatte.
Die Wiener Kronenzeitung berichtete am 20. Februar 1908 von der Verhaftung Krumholz in Paris unter dem Vorwurf der Spionagetätigkeit, ausführlicher dann die Wiener Luftschiff-Zeitung. Demnach hatte Krumholz bereits zuvor mit dem Konstrukteur Henri Julliot in brieflichem Kontakt gestanden und sich für dessen Entwurf des (im Jahr zuvor verschollenen) französischen Luftschiffs Patrie interessiert gehabt. Auf Intervention Julliots wurde das Verfahren jedoch niedergeschlagen, da nach dessen Aussage „die Pläne der Patrie … bis ins kleinste Detail der ganzen aeronautischen Fachwelt bekannt … und in allen möglichen Fachschriften veröffentlicht, kommentiert und diskutiert worden“ seien.

## Galerie

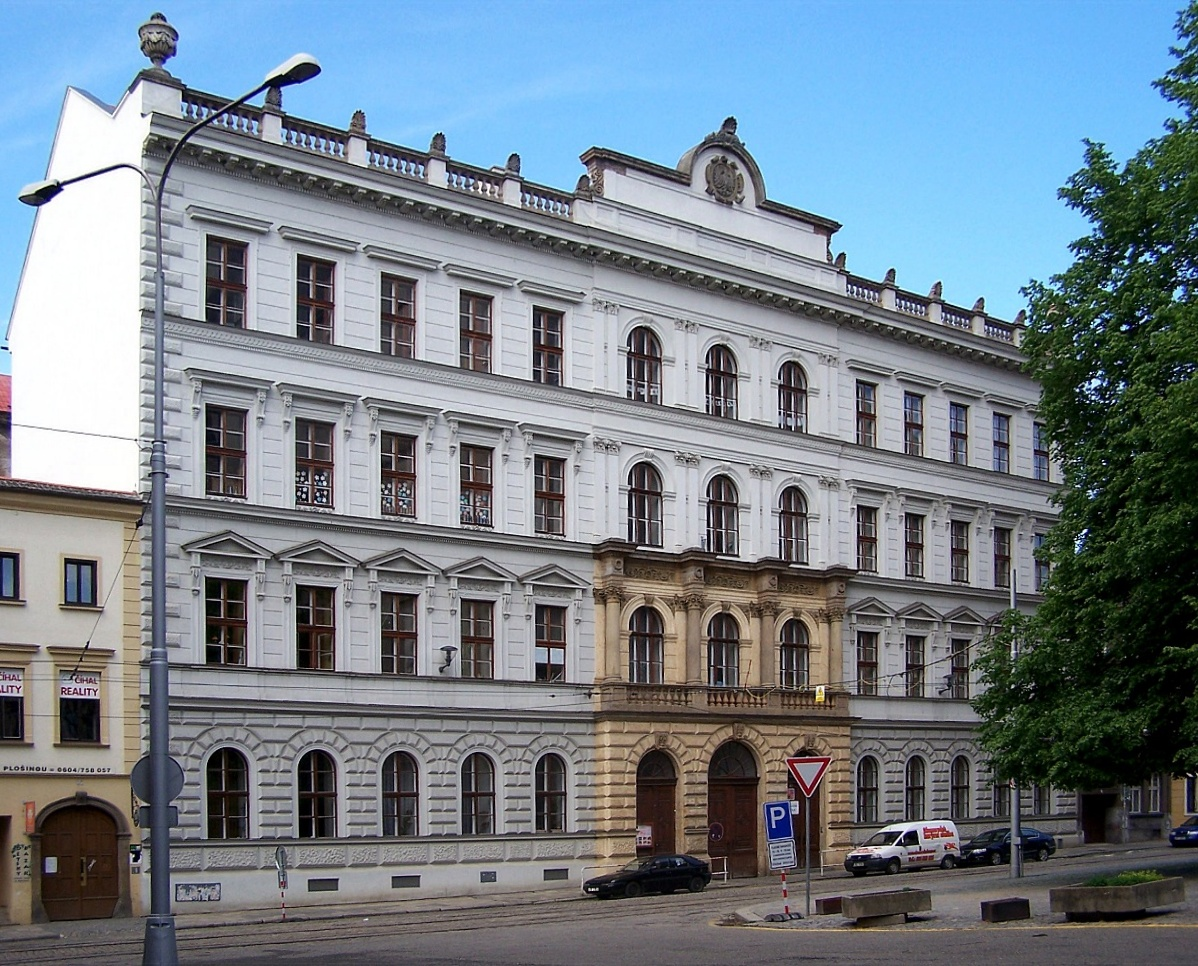
Olmütz, Komenium
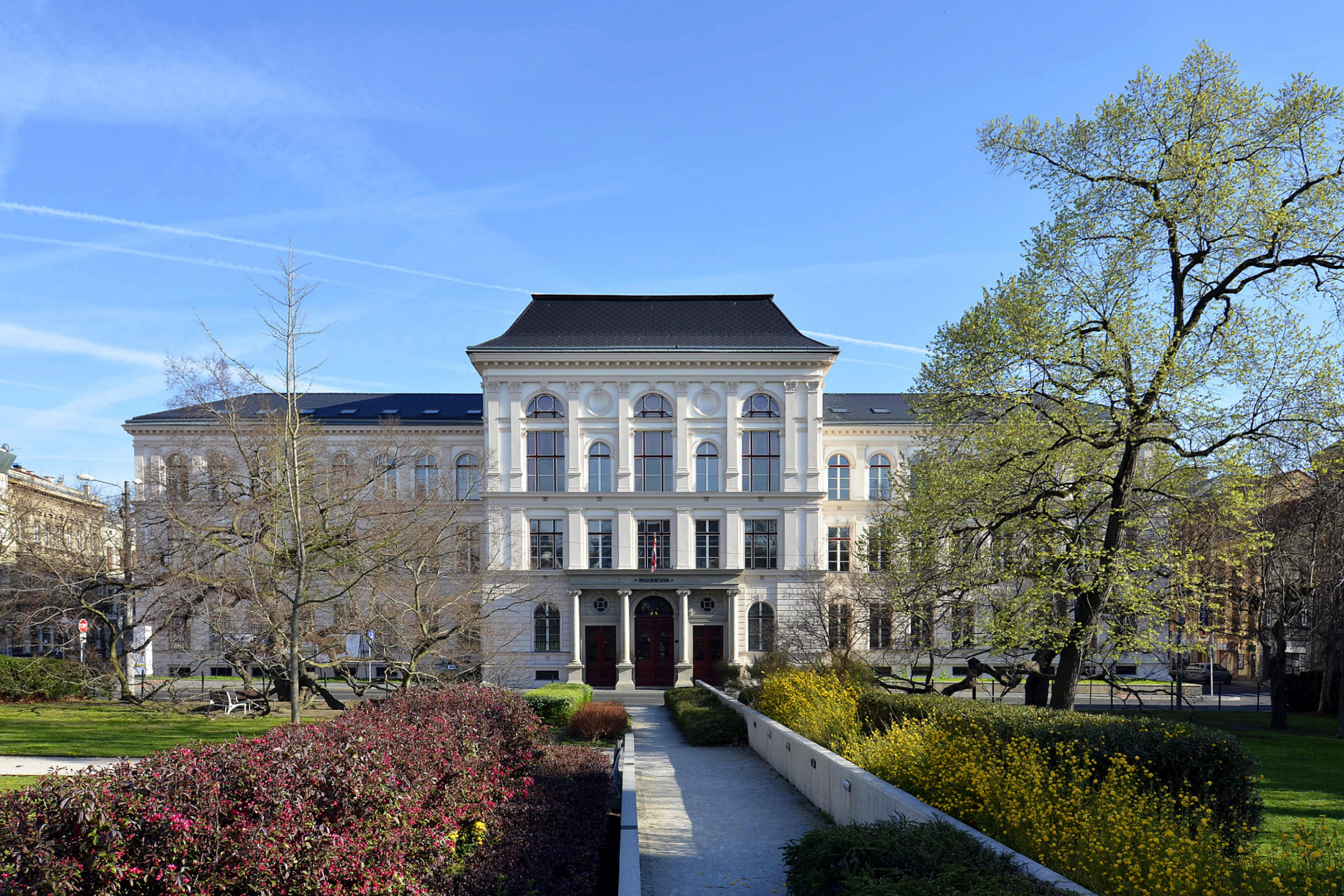
Aussig, Museum
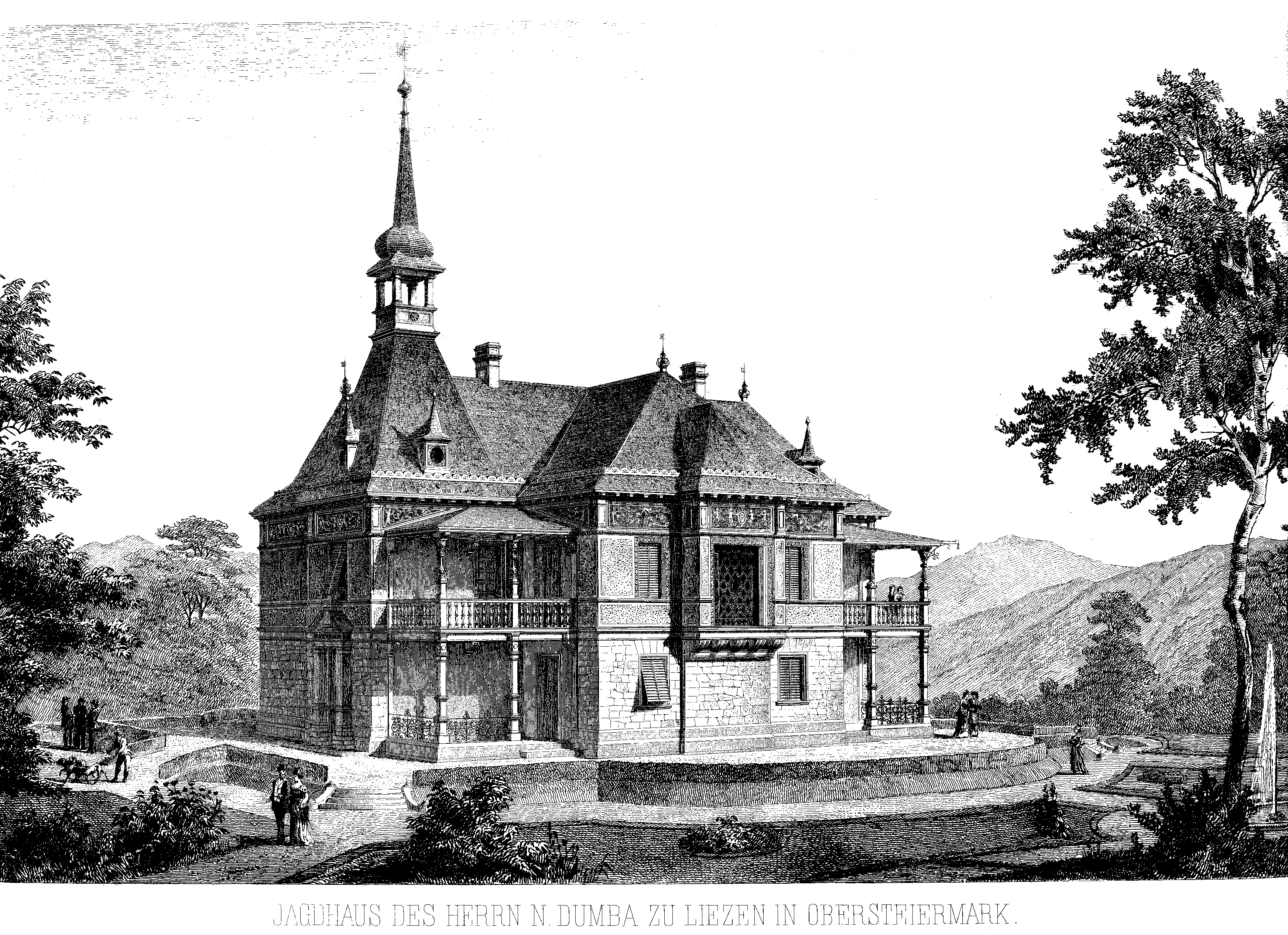
Liezen, Dumba-Villa
Bad Vöslau, Villa Weinfried